# Trey Edward Shults
Pour les articles homonymes, voir Trey et Shults.
Trey Edward Shults (né en 1988 à Houston, États-Unis), plus connu sous le nom de Trey Shults, est un réalisateur, scénariste et producteur américain .

## Biographie
Trey Edward est né à Houston, aux États-Unis. 
À l'âge de 18 ans, il fait partie de l'équipe de tournage des films The Tree of Life et Voyage of Time  de Terrence Malick, comme assistant cameraman. 
Selon lui, cette expérience a eu une grande influence sur sa vie et sur son œuvre cinématographique. Pour son deuxième film It Comes at Night, il utilise un grand angle en travelling lent, dans la scène de la forêt.
En 2016, il se fait connaitre avec son premier long métrage intitulé Krisha.

## Filmographie

### Réalisateur
Sauf indication contraire, les informations mentionnées dans cette section peuvent être confirmées par la base de données cinématographiques IMDb,  présente dans la section « Liens externes ».

#### Longs métrages
- 2016 : Krisha
- 2017 : It Comes at Night
- 2019 : Waves
- 2025 : Hurry Up Tomorrow

#### Courts métrages
- 2010 : Mother and son
- 2011 : Two to One
- 2014 : Krisha

#### Clip
- 2025 : Drive de The Weeknd
- 2025 : Hurry Up Tomorrow de The Weeknd
- 2025 : Baptized In Fear de The Weeknd

### Scénariste
- 2010 : Mother and son
- 2011 : Two to One
- 2014 : Krisha (court métrage)
- 2016 : Krisha (long métrage)
- 2017 : It Comes at Night
- 2025 : Hurry Up Tomorrow (coécrit avec The Weeknd et Reza Fahim)

### Acteur
- 2016 : Krisha : Trey
- 2025 : Hurry Up Tomorrow :  L'homme des montagnes russes

## Distinctions

### Récompenses
- Gotham Independent Film Awards 2016 : Bingham Ray Breakthrough Director pour Krisha
- National Board of Review Awards 2016 : Meilleur réalisateur débutant pour Krisha